# Гинзбург, Семён Захарович
Семён Заха́рович Ги́нзбург (1897—1993) — советский государственный деятель, первый нарком строительства СССР. Член ЦИК СССР 7 созыва, депутат Верховного Совета СССР 1—2-го созывов. Член Центральной контрольной комиссии КПСС (1930—1934). Заслуженный строитель РСФСР (1966). Доцент (1927), действительный член Академии строительства и архитектуры СССР (1957).

## Биография
Родился 23 октября (4 ноября) 1897 года в г. Минске. Сын служащего. Брат советского партийного деятеля В. З. Турова, брат инженера-строителя И. З. Гинзбурга.
В 1915—1917 годах — учащийся реального училища в Пензе. С 1917 по 1918 год — секретарь Жиздринского Совета рабочих и солдатских депутатов, Калужская губерния. В 1918 году — заведующий информационным отделом Московского губисполкома. В 1918—1919 — заведующий учётно-распределительным отделом, секретарь РКП(б) политотдела 8-й армии. В 1919—1921 — военный комиссар Военно-хозяйственной академии.
В 1926 году окончил Московское высшее техническое училище (МВТУ) со званием конструктора. С 1927 по 1932 год — доцент кафедры железобетонных конструкций МВТУ.
С 1923 года, будучи студентом, работал в Москве на строительстве объектов Всероссийской сельскохозяйственной и кустарно-промышленной выставки. Также принимал участие в строительстве Центрального аэродрома на Ходынке, железобетонных ангаров в Очакове и Николаеве. В 1924 году по приглашению А. В. Щусева занимался проектированием конструкций Мавзолея Ленина. В 1926—1930 годах — помощник инженера на строительстве Центрального телеграфа.
В 1929—1932 — руководитель группы по строительству наркомата РКИ СССР. В 1930 году находился в командировке в Германии, где изучал применение тонкостенных железобетонных оболочек для строительства. Перевёл с немецкого труд по тонкостенным железобетонным куполам и сводам. В 1932—1937 — начальник Главстройпрома наркомата тяжёлой промышленности СССР. Был членом Президиума ВСНХ СССР, членом коллегии Наркомтяжпрома, председателем Комиссии по разработке первых технических условий, редактором 4-го тома Справочника проектировщика промышленных сооружений, редактором журнала «Строительная промышленность». 26 января — 10 февраля 1934 года делегат XVII съезда ВКП(б) с совещательным голосом.
С 1936 по 1939 год — глава Комиссии по строительству и архитектуре ВСХВ в Москве. Был председателем Правительственной комиссии по приёмке и эксплуатации канала Москва-Волга, здания Совета труда и обороны и первой очереди Московского метрополитена.
В [1937—1938 годах — заместитель наркома тяжёлой промышленности СССР. В 1938—1939 годах — председатель Комитета по делам строительства при Совнаркоме СССР. В 1939—1946 годах — народный комиссар по делам строительства СССР.
После начала Великой Отечественной войны руководил строительством оборонных заводов в Сибири. Во время блокады Ленинграда руководил строительством бензопровода по дну Ладожского озера.
В 1946—1947 годах — народный комиссар, министр строительства военных и военно-морских предприятий СССР. В 1947—1950 годах — министр промышленности строительных материалов СССР. В 1950—1951 годах — заместитель министра строительства предприятий машиностроения СССР. В 1951—1955 годах — первый заместитель министра нефтяной промышленности СССР. В 1955—1957 — первый заместитель министра строительства предприятий нефтяной промышленности СССР. В 1957—1963 — заместитель председателя Госстроя СССР. В 1963—1970 — председатель правления Стройбанка СССР.
Автор книг «Сорок лет строительству в нашей стране», «О прошлом и будущем», а также ряда статей в газетах и журналах.
С июля 1970 года персональный пенсионер союзного значения. Умер в Москве 15 мая 1993 года. Похоронен на Новодевичьем кладбище.

## Семья
- Жена — Александра Николаевна Гинзбург (1906—1975).
  - Дочь — Ирина Гинзбург, адвокат, была замужем за кинорежиссёром Георгием Данелией.

## Награды
- пять орденов Ленина (в том числе 03.11.1947):

1. 27.04.1934 — за «непосредственное руководство строительством и обеспечение форсированного темпа строительства» Челябинского тракторного завода

- орден Октябрьской Революции
- два ордена Трудового Красного Знамени
- орден Дружбы народов
- Заслуженный строитель РСФСР (1966)[4]